# Steinberg (Saksonia)
Steinberg – gmina w Niemczech, w kraju związkowym Saksonia, w okręgu administracyjnym Chemnitz, w powiecie Vogtland.

## Współpraca
Miejscowości partnerskie:
- Hünfeld, Hesja
- Simontornya, Węgry